# Wisil
Wisil (ou Balli Gubat) é uma cidade da região de Mudug, Somália. Atualmente a cidade pertence a região de Hobyo, no estado de Galmudug, um estado auto-proclamado autônomo que surgiu na Somália em 14 de agosto de 2006. A cidade está localizada a oeste da cidade de Hobyo, na estrada para Gaalkacyo. A cidade possui cerca de 20.000 habitantes (2006).
- Latitude: 5° 25' 60" Norte
- Longitude: 48° 7' 0" Leste
- Altitude: 151 metros